# Andrej Palacko
Andrej Palacko (6. května 1955, Bratislava, Československo – 22. srpna 2023, Dunajská Streda, Slovensko) byl slovenský fotograf, který se zaměřoval na fotografování zákulisí osobností, života na ulici, filmu, divadla, opery, jazzu a populární hudby. Fotografii se věnoval od svých 12 let.
Dne 8. června 2014 ohlásil kandidaturu na primátora Bratislavy jako nezávislý kandidát.

## Kariéra
Profesionálně začínal jako reprodukční fotograf v URBION-e – Státním institutu urbanismu a územního plánování. Později pracoval v týdenících Mladé rozlety a Rozhlas, časopisech Hudobný život, Slovenka, STOP Auto-moto-revue a dalších tiskových médiích v bývalém Československu. Spolupracoval s Československou televizí, Československým rozhlasem, studiem Koliba, Slovenským národním divadlem, uměleckým souborem Lúčnica, hudebními festivaly Bratislavské jazzové dny a Bratislavské hudební slavnosti a agenturou Slovkoncert.
Po vystěhování se do Německé spolkové republiky v srpnu roku 1989 spolupracoval s odborným hudebním měsíčníkem Opernglas, deníky Baden-Württembergische Zeitung, Göppinger Kreisnachrichten a Ludwigsburger Kreiszeitung. Pracoval jako fotograf pro Filmakademie Baden-Württemberg. V roce 1995 se fotograficky spolupodílel na knižní publikaci, vydané k 50. výročí Württembergische Philharmonie Reutlingen. Fotograficky dokumentoval operní představení Aida a Carmen na operní scéně ve Stuttgartu.
Své reportážní a umělecko-reportážní dílo vystavoval na Slovensku v Bratislavě, Košicích a Trenčíně, v zahraničí v roce 2006 v kubánských městech Havana a Santiago de Cuba. Poté vystavovaná díla daroval kubánskému lidu a výstava putovala po všech provinciích Kubánské republiky.